# Silvana Armenulić
Zilha Armenulić, poznatija kao Silvana Armenulić (rođena Bajraktarević, Doboj, 10. veljače 1939. – Kolari, 10. listopada 1976.), jugoslavenska je pjevačica narodnih pjesama i sevdalinki. Poginula je u prometnoj nesreći 1976. Tijekom karijere snimila je duete s raznim izvođačima u Jugoslaviji te singlicu s grčkim pjesmama. Bila je supruga tenisača Radmila Armenulića. Umjetničko ime "Silvana" izabrala je sama.

## Životopis
Svoje arhivske snimke sevdalinki snimila je za Radio Beograd šezdesetih godina 20. stoljeća.
Snimila i duete s raznim izvođačima širom Jugoslavije: Aleksandrom Trandafilovićem ("A što ti je mila kćeri jelek raskopčan", "Ima dana"), Cunetom Gojkovićem ("Gdje si, da si moj golube", "Kad u jesen lišće žuti"), Arsenom Dedićem ("Život teče", "Sve bilo je muzika"), Slavkom Perovićem ("Krčmarice, daj mi vina", "Kada smo se sreli prvi put", "Katerina", "Dođi, neznako draga"). Snimila je i singlicu s grčkim pjesmama.
Život tragično gubi u prometnoj nesreći sa svojom trudnom sestrom i pjevačicom Mirjanom (Mirsadom) Bajraktarević i violinistom Radetom Jašarevićem. Jašarević je pao u dijabetičku komu za vrijeme vožnje automobila, ne znajući da je bio dijabetičar. Silvana je spavala na stražnjem sjedalu, a Mirjana je sjedila na suputničkom mjestu. Pjevačica Lepa Lukić trebala je biti u automobilu s njima, ali je odbila ići, s obzirom na to da je imala tešku glavobolju.
Tijekom karijere Silvana Armenulić ostvarila je i nekoliko filmskih uloga, a najpoznatija joj je uloga pjevačice Rade u tv seriji "Kamiondžije" iz 1970. godine. Ostali filmovi u kojima je glumila su "Ljubav na seoski način", "Lov na jelene", "Građani sela Luga" i "Saniteks".

## Najpoznatije interpretacije
Najpoznatije: "Šta će mi život", "Ciganine, sviraj, sviraj", "Srce gori jer te voli", "Nad izvorom vrba se nadnela", "Ludujem za tobom", "Sama sam", "Rane moje", "Grli me, ljubi me", "Ostavite tugu moju"; "Djevojka je pod đulom zaspala", "Đul Zulejha", "San zaspala", "Svi dilberi, mog dilbera nema", "Bol boluje mlado momče", "Pusti me majko" (Golube poleti), "Bosa Mara Bosnu pregazila" i "Mene moja zaklinjala majka". Na gramofonskim pločama snimila je, "Zapjevala sojka ptica", "Sinoć ja i moja kona", "Snijeg pade, drumi zapadoše", "Teško meni jadnoj u Saraj'vu sama", "Moj dilbere", "Djevojka viče s visoka brda", "Kraj potoka bistre vode", "Sejdefu majka buđaše", "Rumena mi ruža procvala", "Golube poleti", "Vrbas voda nosila jablana", "Da sam ptica", "Zvijezda tjera mjeseca", "A što ćemo ljubav kriti", "Niz polje babo idu sejmeni", "Ja nemam prava nikoga da volim".
Proslavila se izvedbom novokomponiranih pjesama: "Šta će mi život"; "Ciganine, sviraj, sviraj", "Srce gori jer te voli", "Nad izvorom vrba se nadnijela", "Ludujem za tobom", "Sama sam", "Rane moje", "Dušo moja" i brojnim drugim.
Jednu od najpoznatijih pjesama iz repertoara Silvane Armenulić "Šta će mi život (noćas mi srce pati)" semplirao je Edo Maajka za svoj hit "Mahir i Alma" koji se nalazi na njegovom prvom albumu.

## Filmovi
- Saniteks (1973.)
- Građani sela Luga (1972.) TV serija, uloga Hana
- Lov na jelene (1972.), pjevačica Seka
- Ljubav na seoski način (1970.), TV serija, Rada pjevačica u kavani
- Milorade, kam bek (1970.), pjevačica Rada, tv serija Kamiondžije

## Diskografija
- Majko, oprosti (1971.)
- Da sam ptica (1974.)
- Golube poleti (1976.)
- Šta će mi život (1983.) (best of)
- Zapjevala šojka ptica (1990.)
- Folk zvijezde zauvijek (kompilacija) (2008.)

## Vanjske poveznice
- Silvana & Hanka, Miljenko Jergović  Arhivirana inačica izvorne stranice od 27. travnja 2006. (Wayback Machine)